# 츄디노랑어깨박쥐
츄디노랑어깨박쥐(Sturnira oporaphilum)는 주걱박쥐과(신세계잎코박쥐과)에 속하는 남아메리카 박쥐의 일종이다. 아르헨티나와 에콰도르, 페루의 토착종으로 볼리비아도 분포 지역에 포함된다.